# Kanton Le Pont-de-Claix
Le Pont-de-Claix is een kanton van het Franse departement Isère. Het kanton maakt deel uit van het arrondissement Grenoble. Het heeft een oppervlakte van 168.58 km² en telt 46.380 inwoners in 2018, dat is een dichtheid van 275 inwoners/km².
Het kanton Le Pont-de-Claix werd opgericht bij decreet van 18 februari 2014, met uitwerking op 22 maart 2015 en omvat volgende 12 gemeenten. 
- Brié-et-Angonnes
- Champagnier
- Champ-sur-Drac
- Le Gua
- Herbeys
- Jarrie
- Notre-Dame-de-Commiers
- Le Pont-de-Claix (hoofdplaats)
- Saint-Georges-de-Commiers
- Saint-Paul-de-Varces
- Varces-Allières-et-Risset
- Vif